# Desert de les Palmes
Desert de les Palmes este o arie protejată (sit de importanță comunitară — SCI) din Spania întinsă pe o suprafață de 3.070,77 ha, integral pe uscat.

## Localizare
Centrul sitului Desert de les Palmes este situat la coordonatele 40°04′33″N 0°02′35″E / 40.0758°N 0.0431°E.

## Înființare
Situl Desert de les Palmes a fost declarat sit de importanță comunitară în decembrie 1997 pentru a proteja 14 specii de animale.

## Biodiversitate
Situată în ecoregiunea mediteraneană, aria protejată conține 6 habitate naturale: Pajiști uscate europene, Păduri de Quercus ilex și Quercus rotundifolia, Galerii și tufărișuri riverane sudice (Nerio-Tamaricetea și Securinegion tinctoriae), Pante stâncoase silicioase cu vegetație casmofită, Păduri iberice de Quercus faginea și Quercus canariensis, Tufărișuri termo-mediteraneene și de pre-deșert.
La baza desemnării sitului se află mai multe specii protejate:
- păsări (6): buha (Bubo bubo), șoim călător (Falco peregrinus), Hieraaetus fasciatus, ciocârlie de pădure (Lullula arborea), Oenanthe leucura, silvie de tufiș (Sylvia undata)
- mamifere (7): liliac cu aripi lungi (Miniopterus schreibersii), liliac cu urechi de șoarece (Myotis blythii), liliac cu picioare lungi (Myotis capaccinii), liliac comun (Myotis myotis), liliacul mediteranean cu potcoavă (Rhinolophus euryale), liliacul mare cu potcoavă (Rhinolophus ferrumequinum), liliacul cu potcoavă a lui méhely (Rhinolophus mehelyi)
- reptile (1): țestoasă bănățeană (Testudo hermanni)

Pe lângă speciile protejate, pe teritoriul sitului au mai fost identificate 1 specie de plante.